# Micreumenes kenyaensis
Micreumenes kenyaensis är en stekelart som beskrevs av Gusenleitner 2000. Micreumenes kenyaensis ingår i släktet Micreumenes och familjen Eumenidae. Inga underarter finns listade i Catalogue of Life.